# Giv'at Mordechaj

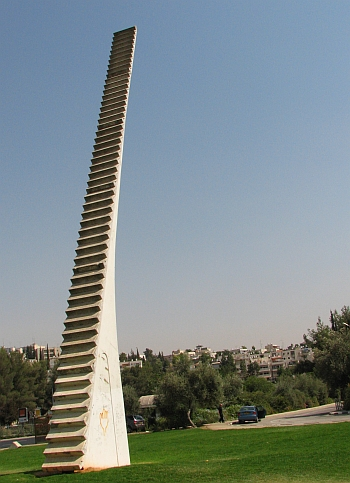
Socha ve čtvrti Giv'at Mordechaj

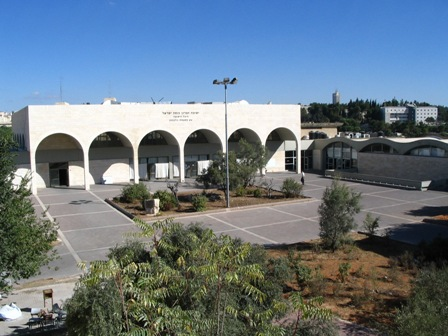
Ješiva Ješivat Chevron ve čtvrti Giv'at Mordechaj

Giv'at Mordechaj (hebrejsky: גבעת מרדכי, doslova Mordechajův vrch) je městská čtvrť v jihozápadní části Jeruzaléma v Izraeli.

## Geografie
Leží v nadmořské výšce přes 700 metrů, cca 3,5 kilometru jihozápadně od Starého Města. Na východě s ní sousedí čtvrť Rassco, na východě a jihu jednotlivé části čtvrtě Katamon, na severu Ramat Bejt ha-Kerem, na západě Ramat Šaret a na jihozápadě Malcha. Rozkládá se na pahorku, který vystupuje z okolního zvlněného terénu. Na východní straně je od okolní krajiny oddělen zářezem údolí vádí Nachal Rechavja, další vádí Nachal Chovevej Cijon k němu přitéká od severu, podél západního okraje čtvrti. Hlavní silniční komunikací je nový tah dálničního typu (fakticky západní obchvat Jeruzaléma) podél třídy Sderot Menachem Begin. Dalšími významnými ulicemi jsou ha-Rav Herzog a Becalel Bazak. Populace čtvrti je židovská.

## Dějiny
Vznikla roku 1955. Pojmenována je podle Maxwella (Mordechaje) Abbella, třebaže nábožensky sionistické hnutí ha-Po'el ha-Mizrachi, jehož členové čtvrť zakládali, odvozují jméno od Mordechaje Nadlera, který byl zakladatelem hnutí Mizrachi v Severní Americe a jeho pokladníkem po 20 let. Lokalita, kde čtvrť vyrostla, se původně arabsky nazývala Bikat al-Vazir (Princovo údolí). Ze'ev Vilnaj ji pojmenoval Chavat ha-nazir (Poustevníkův statek), z čehož vznikla nepravdivá legenda o poustevníkovi, který tu měl žít. Většina obyvatel čtvrti jsou nábožensky založení. Funguje tu známá ješiva Ješivat Chevron. Žijí tu ale i ultraortodoxní a sekulární Židé. Po výstavbě dálnice Sderot Menachem Begin byla tělesem této silnice zastavěna podstatná část údolí vádí Nachal Chovevej Cijon. Plánuje se zde ale zřídit malou přírodní rezervaci včetně stáda divokých jelenů. V blízkosti čtvrti se nachází Jeruzalémská botanická zahrada.